# Eyralpenus abbotti
Eyralpenus abbotti là một loài bướm đêm thuộc phân họ Arctiinae, họ Erebidae.